# Uromunna santaluciae
Uromunna santaluciae is een pissebed uit de familie Munnidae. De wetenschappelijke naam van de soort is voor het eerst geldig gepubliceerd in 1974 door Gascon & Mane-Garzon.